# Apple Lossless
Apple Lossless, ook bekend als Apple Lossless Audio Codec (ALAC), is een door Apple Inc. in 2004 ontwikkeld bestandsformaat voor het verliesvrij (lossless) comprimeren van audiogegevens. De codec was aanvankelijk gepatenteerd, maar eind 2011 gaf Apple de codec vrij als open source.
De gecomprimeerde audiogegevens worden met de bestandsextensie .m4a of .mp4 aangeduid. Gemiddeld is er een compressiefactor van 60% haalbaar.

## Codec
De codec is gebaseerd op lineaire voorspelling met codering van het restsignaal door Golomb-Rice-codes. De gegevensstroom wordt opgeslagen in MP4-containerformaat (MPEG-4 Part 14) met de bestandsextensie .m4a. Deze extensie wordt ook voor AAC audiodata gebruikt, maar is geen variant hiervan.
Apple Lossless ondersteunt tot acht audiokanalen met een bitdiepte van 16, 20, 24 en 32 bit, en een maximale samplefrequentie van 384 kHz.

## Ondersteunde mediaspelers
Naast de implementatie in Apples software zoals iTunes en QuickTime, wordt het bestandsformaat ook ondersteund in mediaspelers als Clementine, FFmpeg, foobar2000, Rockbox en VLC media player.